# Astragalus pseudoadsurgens
Astragalus pseudoadsurgens är en ärtväxtart som beskrevs av Boris Alexandrovich Jurtzev. Astragalus pseudoadsurgens ingår i släktet vedlar, och familjen ärtväxter. Inga underarter finns listade i Catalogue of Life.